# Lijst van Grieks-orthodoxe patriarchen van Alexandrië
De Grieks-orthodoxe patriarch van Alexandrië is het hoofd van het Grieks-orthodox patriarchaat van Alexandrië en dus een van de oosters-orthodoxe patriarchen.
Voor de patriarchen vóór 457 zie de lijst van patriarchen van Alexandrië.

## Lijst van de Grieks-orthodoxe patriarchen vanAlexandrië
- Timoteüs II (457–460)
  - van 460 tot 489 schisma
- Timoteüs III (460-481)
- Johannes Talaia (481-482)
- Petrus III (482-489)
  - van 489 tot 536 terug unie
- Athanasius II (489–496)
- Johannes I (II) van Alexandrië (496–505)
- Johannes II (III) van Alexandrië (505–516)
- Dioscorus II (516–517)
- Timoteüs IV (517–535)
- Theodosius I (535–536)
  - Gaïnas (535) (tegenpatriarch)
  - van 536 tot heden definitieve scheiding
- Paulus (537–540)
- Zoïlus (540–551)
- Apollinarius (551–569)
- Johannes IV (569–579)
- Vacant (579–581)
- Eulogius I (581–607)
- Theodorus I (607–609)
- Johannes V (610–619)
- Vacant (619–621)
- Georgius I (621–631)
- Cyrus (631–ca. 643)
- Petrus IV (ca. 643–651)
- Vacant (651–727)
  - Theodorus II (rond 662) (coadjutor)
  - Petrus V (rond 680) (coadjutor)
  - Petrus VI (rond 690) (coadjutor)
  - Theofylactus (rond 695) (coadjutor)
  - Onopsus (rond 710) (coadjutor)
- Cosmas I (727–768)
- Politianus (768–813)
- Eustatius (813–817)
- Christoforus I (817–841)
- Sofronius I (841–860)
- Michaël I (860–870)
- Michaël II (870–903)
- Vacant (903–907)
- Christodulus (907–932)
- Eutychius (933–940)
- Sofronius II (941)
- Isaäk (941–954)
- Job (954–960)
- Vacant (960–963)
- Elias I (963–1000)
- Arsenius (1000–1010)
- Theofilus II (1010–1020)
- Georgius II (1021–1052)
- Leontius (1052–1059)
- Alexander II (1059–1062)
- Johannes VI (1062–ca. 1100)
- Eulogius II (ca. 1100–rond 1115)
- Sabbas (rond 1117)
- Cyrillus II (rond 1130)
- Theodosius II (ca. 1166)
- Sofronius III (ca. 1166–1171)
- Elias II (1171–1175)
- Eleutherius (1175–1180)
- Marcus III (1180–1209)
- Nicolaas I (1210–1243)
- Gregorius I (1243–1263)
- Nicolaas II (1263–1276)
- Athanasius III (1276–1316)
- Gregorius II (1316–1354)
- Gregorius III (1354–1366)
- Nifon (1366–1385)
- Marcus IV (1385–1389)
- Nicolaas III (1389–1398)
- Gregorius IV (1398–1412)
- Nicolaas IV (1412–1417)
- Athanasius IV (1417–1425)
- Marcus V (1425–1435)
- Filotheus (1435–1459)
- Marcus VI (1459–1484)
- Gregorius V (1484–1486)
- Joachim (1486–1567)
- Vacant (1567–1569)
- Silvester (1569–1590)
- Meletius I (1590–1601)
- Cyrillus III (1601–1620)
- Gerasimus I (1620–1636)
- Metrofanes (1636–1639)
- Niceforus (1639–1645)
- Joannicius (1645–1657)
- Païsius (1657–1678)
- Parthenius I (1678–1688)
- Gerasimus II (1688–1710)
- Samuel (1710–1712)
- Cosmas II (1712–1714)
- Samuel (1714–1723)
- Cosmas II (1723–1736)
- Cosmas III (1737–1746)
- Mattheus (1746–1766)
- Cyprianus (1766–1783)
- Gerasimus III (1783–1788)
- Parthenius II (1788–1805)
- Theofilus III (1805–1825)
- Hiërotheus I (1825–1845)
- Artemius (1845–1847)
- Hiërotheus II (1847–1858)
- Callinicus (1858–1861)
- Jacobus II (1861–1865)
- Nicanor (1866–1869)
- Sofronius IV (1870–1899)
- Fotius (1900–1925)
- Meletius II (1926–1935)
- Nicolaas V (1936–1939)
- Christoforus II (1939–1966)
- Vacant (1966–1968)
- Nicolaas VI (1968–1986)
- Parthenius III (1987-1996)
- Petrus VII (1997–2004)
- Theodorus II (2004–heden)